# Kreuzschwesternkloster Laxenburg
Das Kreuzschwesternkloster Laxenburg ist ein römisch-katholisches Kloster der Barmherzigen Schwestern vom heiligen Kreuz in Laxenburg in Niederösterreich.
Die Barmherzigen Schwestern vom heiligen Kreuz (Kreuzschwestern) erwarben 1935 das ehemalige Palais Kaunitz-Wittgenstein. Daneben gehören auch das ehemalige Palais Schwarzenberg und das Wirtshaus "Zum Stern" zum Gebäudekomplex.
In den Jahren 1958 und 1959 wurde von Ladislaus Hruska die Klosterkapelle (Hl. Dreifaltigkeit) errichtet. Die Ausstattung stammt großteils vom Bildhauer Josef Pabst. 1980 wurde das Kloster renoviert und das Dach ausgebaut. Das Kloster ist die Zentrale (Provinzhaus) für die Provinz Wien-Niederösterreich.
Bis zum Jahr 1988 befand sich zeitweise eine Schule zur Ausbildung von Kindergartenpädagogen, sowie eine Haushaltungsschule, und auch eine Hauptschule mit Internat in den Gebäuden. In einem Teil ist ein Alten- und Pflegeheim untergebracht (erbaut 1970–1972), im alten Palais wurde ein Meditations- und Gemeinschaftszentrum ("Ort der Mitte") betrieben. Zum Ordenshaus gehörte auch die frühere Sauerstiftung in der Hinterbrühl mit Kinderheim und Volksschule. Auch das Altenheim Haus Elisabeth unmittelbar beim Kloster untersteht dem Kreuzschwesternkloster.
Teile des Klosters werden seit 2011 von der Internationalen Anti-Korruptionsakademie (IACA) genützt.
Zum Kloster gehörte auch ein landwirtschaftlicher Gutshof.